# 斯塔罗杜布斯科耶
斯塔罗杜布斯科耶（俄语：Стародубское）是俄罗斯萨哈林州的一个村。位于南萨哈林斯克以北约50公里处。曾被日本统治，在日本统治时期名为荣滨村。